# Fort Cavazos
Fort Hood est une base militaire américaine et une census-designated place située dans les comtés de Bell et de Coryell, dans les environs de Killeen, au Texas. La base est à mi-chemin entre Waco et Austin. Elle est nommée en l'honneur du général sudiste John Bell Hood. En 2023, elle est renommée Fort Cavazos sur la recommandation du comité de nomination du congrès pour renommer les installations militaires portants des noms de  soldats sudistes. En 2025, l’administration Trump décide de renommer la base Fort Hood, son nom d’origine.  
Pour contrer la blitzkrieg de l'armée allemande durant la Seconde Guerre mondiale, de nouvelles tactiques et matériels ont été développés aux États-Unis, nécessitant de vastes espaces pour les tester. Dans ce but, le Département de la Guerre des États-Unis décida d'acheter un terrain de 437 km2 au Texas le 15 janvier 1942, les travaux devant être terminés le 15 août 1942 et le site fut inauguré le 18 septembre 1942.
Les installations d'origine fournirent un logement et des sites de formation pour près de 38 000 soldats.

## Caractéristiques
Construite en 1942 dans une zone semi-aride ; c'est la plus vaste base militaire du pays.
Il s'agit du siège de l'arme blindée de l'armée de terre des États-Unis et la seule installation capable d'accueillir deux divisions blindées aux États-Unis. 
Son arsenal comprend plus de 500 chars M1, environ 500 véhicules de combat d'infanterie M2 Bradley, environ 1 600 autres véhicules chenillés, près de 10 000 véhicules à roues et près de 200 hélicoptères et avions légers.
En 2009, elle abrite 65 000 personnes, militaires, employés et membres de leurs familles et peut accueillir 71 000 personnes dont 42 000 militaires. 

### Fusillade du 5 novembre 2009
Une fusillade s'y est déroulé le jeudi 5 novembre 2009, faisant 13 morts et 31 blessés. Un psychiatre militaire de la base, le commandant Nidal Malik Hasan, musulman d'origine palestinienne, a été identifié comme étant l'unique tireur. Barack Obama a déclaré : « Voir tomber ces braves Américains dans la bataille à l'étranger est déjà assez difficile comme cela. Les voir pris pour cibles sur une base militaire et sur le sol américain est effroyable. »,,,.

## Unités
Insignes des principales unités affectées à Fort Hood en 2009 :